# Pierfrancesco
Pierfrancesco  è un nome proprio di persona italiano maschile.

## Varianti
- Maschili: Pier Francesco

## Origine e diffusione
È un nome composto, formato dall'unione di Piero (ipocoristico di Pietro) e Francesco.

## Onomastico
Il nome è adespota, cioè non è portato da alcun santo. L'onomastico si può festeggiare o il 1º novembre, festa di Ognissanti, o gli stessi giorni di Pietro e Francesco.

## Persone
- Pierfrancesco Bazzoffi, musicista
- Pierfrancesco Botrugno, rapper

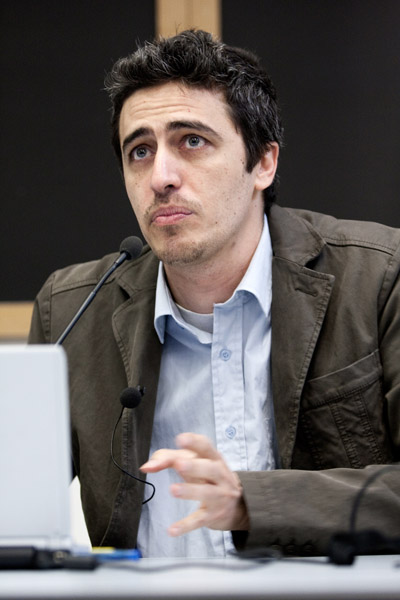
Pierfrancesco Diliberto

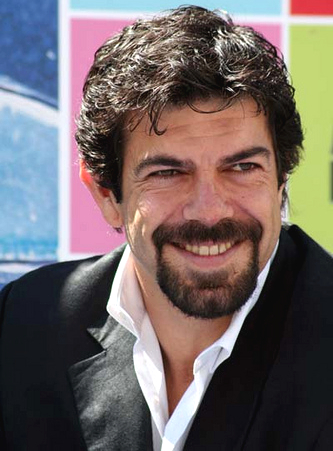
Pierfrancesco Favino

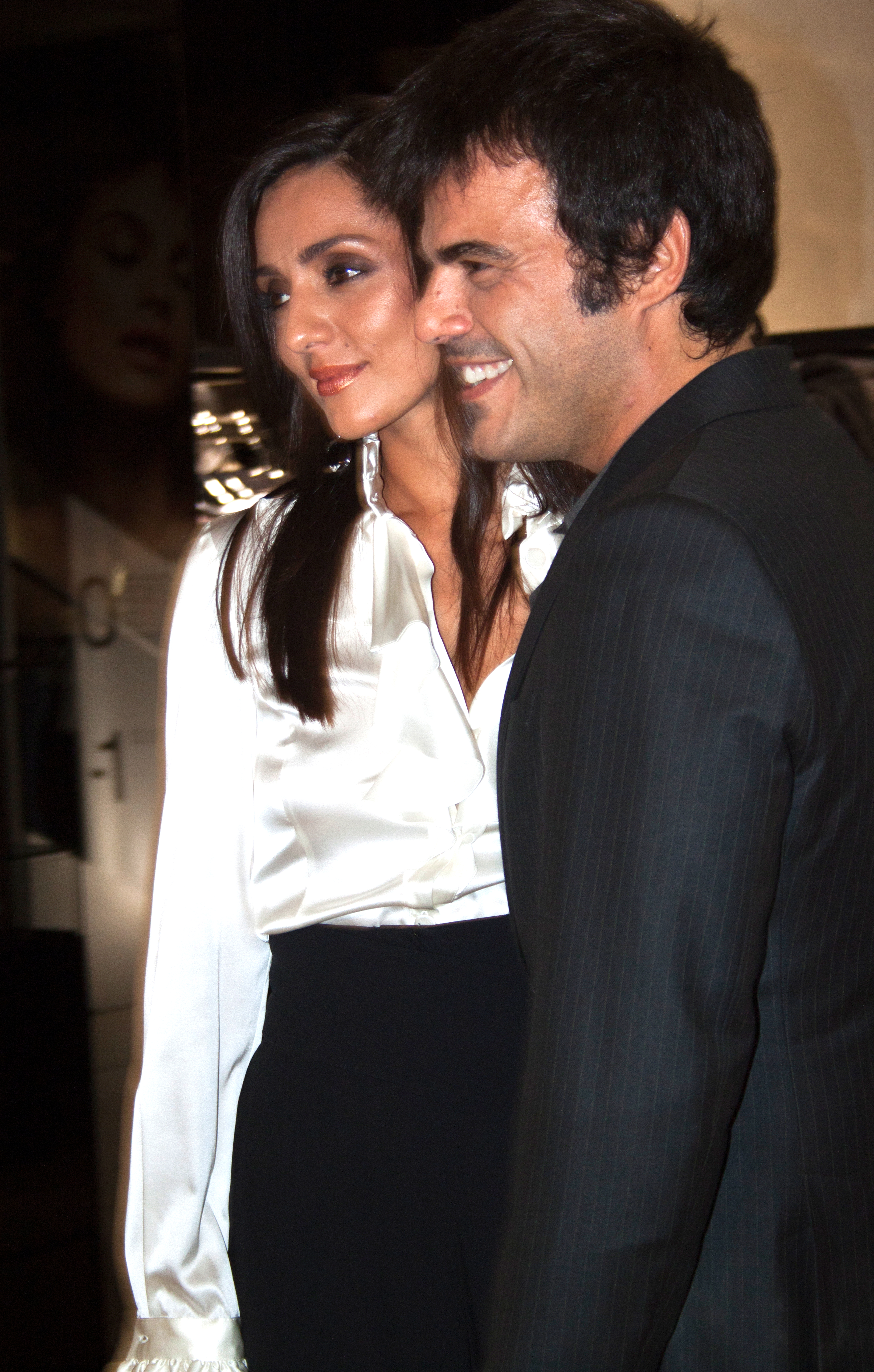
Pierfrancesco Renga

- Pierfrancesco Campanella, regista, sceneggiatore e giornalista
- Pierfrancesco Chili, pilota motociclistico
- Pierfrancesco il Giovane, banchiere della famiglia Medici
- Pierfrancesco il Vecchio, banchiere della famiglia Medici
- Pierfrancesco De Robertis, giornalista
- Pierfrancesco Diliberto, conduttore televisivo, attore e regista
- Pierfrancesco Favino, attore
- Pierfrancesco Gamba, politico
- Pierfrancesco Gigliotti, stilista
- Pierfrancesco Grossi, giurista
- Pierfrancesco Leopardi, nobile e fratello di Giacomo Leopardi
- Pierfrancesco Majorino, politico e scrittore
- Pierfrancesco Orsini, 245º vescovo di Roma e papa della Chiesa cattolica dal 1724 al 1730
- Pierfrancesco Pavoni, atleta specializzato nella velocità
- Pierfrancesco Poggi, drammaturgo
- Pierfrancesco Prosperi, scrittore, autore e fumettista
- Pierfrancesco Renga, cantautore
- Pierfrancesco Scarampi, religioso

### Variante Pier Francesco
- Pier Francesco Aiello, attore e produttore cinematografico
- Pier Francesco Cittadini, pittore
- Pier Francesco Ferrero, cardinale e vescovo
- Pier Francesco Foschi, pittore
- Pier Francesco Loche, comico, attore e musicista
- Pier Francesco Paolini, scrittore e traduttore
- Pier Francesco Pingitore, autore e regista